# Västra Stocktjärnet
Västra Stocktjärnet är en sjö i Arvika kommun i Värmland och ingår i Göta älvs huvudavrinningsområde. Sjön har en area på 0,0507 kvadratkilometer och ligger 260,2 meter över havet.

## Delavrinningsområde
Västra Stocktjärnet ingår i det delavrinningsområde (666722-131746) som SMHI kallar för Inloppet i Varaldsjön. Medelhöjden är 288 meter över havet och ytan är 19,41 kvadratkilometer. Räknas de 5 avrinningsområdena uppströms in blir den ackumulerade arean 79,26 kvadratkilometer. Vaggeälven (Kivilampälven) som avvattnar avrinningsområdet har biflödesordning 3, vilket innebär att vattnet flödar genom totalt 3 vattendrag innan det når havet efter 355 kilometer. Avrinningsområdet består mestadels av skog (80 procent). Avrinningsområdet har 0,91 kvadratkilometer vattenytor vilket ger det en sjöprocent på 4,7 procent.